# Kościół ewangelicki w Cieszynie-Marklowicach
Kościół ewangelicki w Cieszynie-Marklowicach – kościół Ewangelicko-Augsburski w Cieszynie-Marklowicach, w województwie śląskim w Polsce. Należy do Parafii Ewangelicko-Augsburskiej w Cieszynie.

## Historia
Pierwszą dzwonnicę i salę parafialną w Marklowicach wybudowano na terenie cmentarnym przy głównej drodze w kierunku Cieszyna w 1903 r. W salce, wyremontowanej w 1953 r., odbywały się lekcje religii, a także godziny biblijne i szkółki niedzielne. Kolejny remont i powiększenie obiektu przeprowadzono w 1963 r. Prowadzono nabożeństwa z okazji Dziękczynnego Święta Żniw, gwiazdki dla dzieci oraz nabożeństwa dla osób starszych i chorych.
Na zebraniu w lutym 1982 r. postanowiono o budowie nowej świątyni, ponieważ stary obiekt był w bardzo złym stanie technicznym. Wykopy pod fundamenty kościoła wykonano w sierpniu 1982 r., a kamień węgielny położył 27 maja 1984 r. ks. biskup Janusz Narzyński. 
Rok później miało miejsce pierwsze nabożeństwo żniwowe, które odbyło się w nowej salce katechetycznej, znajdującej się na parterze kościoła. Od września 1985 r. prowadzono tam lekcje religii. Pierwsze nabożeństwo w głównej sali świątyni odbyło się 26 grudnia 1985 r. Regularne nabożeństwa prowadzone były od 1986 r. w dwie pierwsze niedziele miesiąca, w tym samym roku założono Koło Niewiast.
Kościół został poświęcony 28 czerwca 1987 r. w obecności biskupa Janusza Narzyńskiego.
Nabożeństwa odbywają się obecnie w każdą niedzielę oraz święta.

## Architektura
Kościół jest budowlą dwukondygnacyjną na planie kwadratu z mieszanym, szkieletowo-ścianowym układem konstrukcyjnym. Stropy, elementy empory oraz szkieletu budynku wykonano z żelbetu. Kubatura świątyni wynosi 2800 m³. Nakryta jest ostrosłupowym dachem o konstrukcji monolitycznej żelbetowej.
Na głównym poziomie umieszczona została sala nabożeństw z 100 miejscami siedzącymi oraz amfiteatralną emporą z wejściem przez klatkę schodową, mieszczącą chór na 40 miejsc oraz organy. W sali nabożeństw położone jest również dodatkowe wyjście, prowadzące na teren przyległego cmentarza. W niskim parterze znajduje się sala katechetyczna, kuchnia, pomieszczenia sanitarne oraz kotłownia. W bocznej ścianie kościoła umieszczony został dzwon przeniesiony z dawnej kaplicy cmentarnej.